# Estación Intermodal Franklin
La Estación Intermodal Franklin es una estación de intercambio modal operada por Metro S.A. y ubicada en la calle Nataniel Cox, entre las calles Placer y Centenario, en la comuna de Santiago. Fue inaugurada el 10 de febrero de 2020, iniciando sus servicios dos días después.
A diferencia de otras intermodales de la ciudad, Franklin no cuenta con un edificio único, sino que sus andenes están repartidos alrededor de la zona, funcionando cada uno esencialmente como paraderos regulares de Red.

## Servicios de buses
Cada andén está identificado como "Parada / (M) Franklin".

### ServiciosRed
| Andén   | Servicio | Destino                | Recorrido |
| ------- | -------- | ---------------------- | --- |
| 1 PA826 | E04      | Av. La Florida         | Placer - Bío Bío - San Francisco - Pintor Cicarelli - Carlos Valdovinos - Las Industrias - Departamental - Vicuña Mackenna - Walker Martínez - Av. México - Santa Amalia - Av. La Florida - Diego Portales                                                                             |
| 2 PA825 | D07      | Diagonal Las Torres    | San Diego - Arauco - Carmen - Juan Sebastian Bach - Av. Vicuña Mackenna - Camino Agrícola - Escuela Agrícola - Av. Marathon - Los Olmos - Ramón Cruz - Rotonda Grecia - El Valle - Los Presidentes - Consistorial - Antupiren - Las Perdices - Los Baqueanos - Av. Diagonal Las Torres |
| 3 PA824 | D05      | Av. Tobalaba           | San Diego - Arauco - Ñuble - Carlos Dittborn - Av. Marathon - Av. Rodrigo de Araya - Av. Grecia - Alejandro Sepulveda - Av. Tobalaba - Av. Las Torres |
| 4 PA829 | H14      | Mall Florida Center    | Centenario - Gran Avenida - Varas Mena - Sebastopol - Berlioz - Varas Mena - Departamental - Mall Florida Center |
| 5 PA828 | H12      | Lo Espejo              | Centenario - Gran Avenida - Teresa Vial - Club Hípico - La Marina - Clotario Blest - Plano Regulador - Raul Silva Heriquez - Av. Lo Ovalle - Av. Cerrillos - Ptde. Eduardo Frei M. - Nueve de Enero - Ferrari - Av. Lo Espejo - Gabriela Mistral - Augusto D'Halmar - Pedro Lira       |
| 6 PA827 | H06      | Población Las Turbinas | Centenario - Av. Carlos Valdovinos - Pdte. Pedro Aguirre Cerda - Club Hípico - Av. Lo Ovalle - Lo Espejo - Santa Anita - Vespucio - Av. Central - Pedro Lira |